# Minsker Hochschule für Verwaltung
Die Minsker Hochschule für Verwaltung (bis 2001 Privat-Hochschule für Verwaltung) wurde 1991 von Nikolai Susha gegründet.

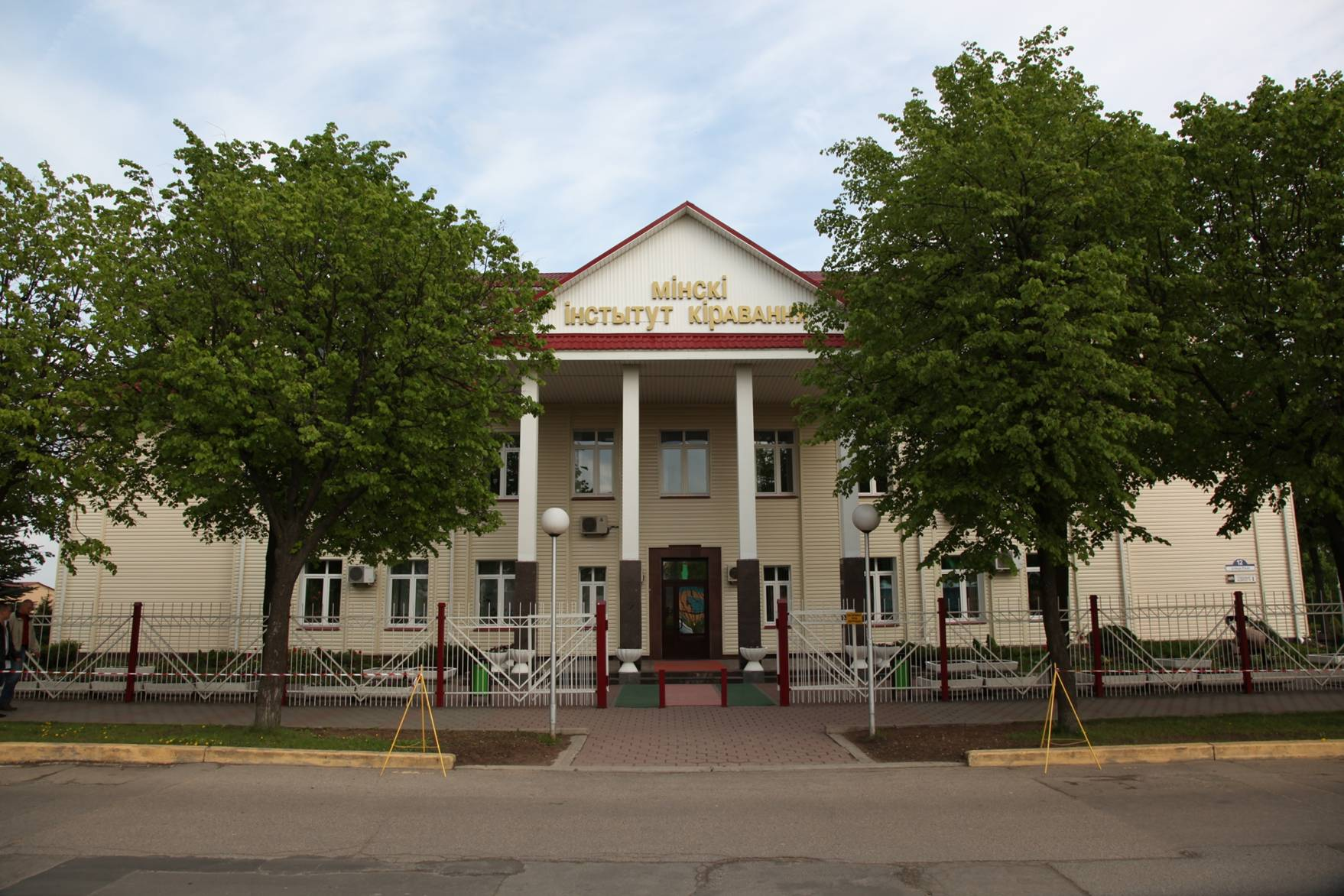
Hauptgebäude

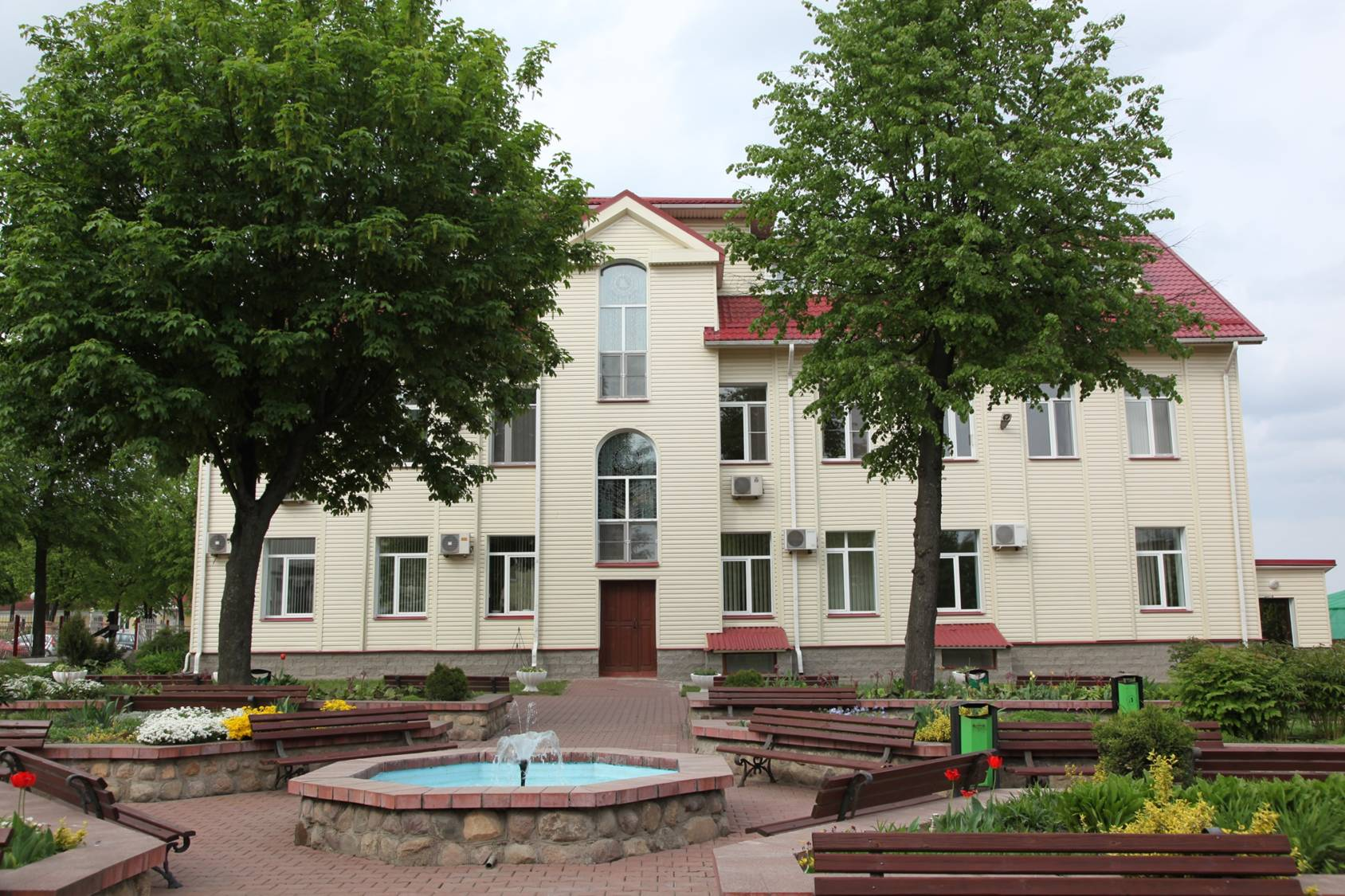

Zurzeit hat die Hochschule 3 Fakultäten mit insgesamt 13 Fachrichtungen.

## Fakultät für Kommunikation und Recht
Fachrichtungen:
- „Jurisprudenz“, Qualifikation – Rechtsanwalt;
- „Wirtschaftsrecht“, Qualifikation – Anwalt mit Kenntnissen der Wirtschaft;
- „Psychologie“, Qualifikation – ein Psychologe, Psychologie Lehrer;
- Design (Objekt-räumliche Umwelt), Design (virtuell Umwelt), Qualifikation: - „Designer“;
- „Moderne Fremdsprachen (Übersetzung)“ Qualifikation – Sprachwissenschaftler, Übersetzer (Englisch und Deutsch) (in dieser Spezialität bietet nur Vollzeitausbildung).

## Wirtschaftsfakultät
Fachrichtungen:
- Weltwirtschaft, Qualifikation – Ökonomist;
- Wirtschaft und Unternehmen Management, Qualifikation – Ökonomist-Manager;
- Finanzen und Kredit, Qualifikation – Ökonomist;
- Buchhaltung, Analyse und Audit, Qualifikation – Ökonomist.

## Fakultät für Ingenieur- und Informationswesen
Fachrichtungen:
- Informatik (Web-Design und Computergrafik), Qualifikation – der Programmierer;
- Angewandte informatik (Web-Programmierung und Computer-Design), Qualifikation – Spezialist für Computer-Design und Entwicklung von Web-Anwendungen
- Informationssysteme und Technologie (Wirtschaft), Qualifizierung – Software-Ingenieur – Ökonomist;
- Informationssysteme und Technologie (Verwaltungstätigkeit), Qualifizierung – Ingenieur-Programmierer;
- Management, Qualifikation – Ökonomist-Manager;
- Marketing, Qualifikation – Absatzforscher, Ökonomist;

## Bücherei
Die Bücherei des Instituts wurde am 28. Dezember 1994 neu organisiert und hat mehr als 49 000 Einträge. Die Bücherei verfügt über drei Lesesäle mit 439 Arbeitsplätzen.

## Veröffentlichungen
Die Minsker Hochschule für Verwaltung ist der Gründer und Herausgeber der periodischen wissenschaftlichen und praktischen Zeitschriften:
- Innovativ Bildungstechnologie
- Wirtschaft und Verwaltung
- Aktuelle Probleme der Wissenschaft des XXI Jahrhunderts

Zeitschriften «Innovativ Bildungstechnologie» und «Wirtschaft und Verwaltung» gehörten die Höhere Attestation Kommission (HAC) in die Liste der wissenschaftlichen Publikationen von Belarus für die Veröffentlichung der Dissertation Forschung.
Bis 2010 Zeitschriften veröffentlicht:
- Rechtliche Zeitschrift
- Psychologische Zeitschrift
- Wissenschaftliche Arbeiten der Minsker Hochschule für Verwaltung